# Керкавов, Ровшан Байрамназарович
Ровшан Байрамназарович Керкавов (туркм. Rowşen Kerkawow) — туркменский государственный деятель.

## Биография
В 1997 году являлся генеральным директором «Туркменпочта».
15.12.1997—09.07.2001 — министр связи Туркмении, ректор Туркменского государственного института транспорта и связи.
16.01.2001—09.07.2001 — заместитель председателя Кабинета министров Туркмении.
Уволен со всех должностей за недостатки допущенные в работе и как не обеспечивший возложенных на него функциональных обязанностей.